# Santa Cruz (León Cortés)
Santa Cruz è un distretto della Costa Rica facente parte del cantone di León Cortés, nella provincia di San José.